# Mycena fuhreri
Mycena fuhreri é uma espécie de cogumelo da família Mycenaceae. É encontrado na Tasmânia, Austrália, onde cresce em serapilheira sob árvores. Descrita em 2003 pelo micologista Cheryl Grgurinovic, o epíteto específico fuhreri é uma homenagem ao micologista Bruce Fuhrer.